# Урочище Плав
Урочище Плав — гідрологічний заказник місцевого значення. Об'єкт розташований на території Ратнівського району Волинської області, поблизу с. Велимче.
Площа — 16,4 га, статус отриманий у 1994 році. Перебуває у користуванні Велимченської сільської об'єднаної територіальної громади.
Статус надано з метою охорони та збереження у природному стані озера Плав льодовикового походження площею 2 га, середньою глибиною 0,7 м, максимальною – 2 м, у якому активно відбувається евтрофікація, потужність сапропелевих відкладів складає 2 м, 60% поверхні вкрито заростями очерету звичайного (Phragmites australis), рогозу вузьколистого (Typha angustifolia), аїру тростинового (Acorus calamus) та навколишньої заболоченої місцевості, де зростають верба біла (Salix alba), береза повисла (Betula pendula), вільха чорна (Alnus glutinosa). 
На підвищених ділянках зростають сосна звичайна Pinus sylvestris, осоково-болотяне різнотрав'я із калюжниці болотяної (Caltha palustris), вовчого тіла болотяного (Comarum palustre), осок звичайної (Carex nigra), стрункої (C. acuta), лепешняка великого (Glyceria maxima). В озері трапляються різні види риб: карась сріблястий (Carassius gibelio), окунь (Perca fluviatilis), плітка (Rutilus rutilus), короп (Cyprinus carpio), лин (Tinca tinca).